# Ravennius
Ravennius (ou Ravenne) ( ? - † 455 ou 461) archevêque d’Arles (juin 449 - † 455 ou 461)

## Biographie
Ravennius est prêtre sous l’épiscopat d’Hilaire à Arles. Hilaire le forme et paraît avoir une estime toute particulière de lui en toutes circonstances. Dans  son fameux différent avec le pape Léon, Hilaire le députe à Rome en 445, où Ravennius acquiert l’estime de ce pontife dont il devient un ami.
Avant de mourir, Hilaire le désigne le 5 mai 449 pour successeur, suivant la révélation qu’il en reçoit de Dieu. Ravennius élu en conséquence par le consentement commun du clergé et du peuple pour évêque d’Arles, est sacré par douze évêques entre le 5 mai, jour de la mort d’Hilaire, et 22 août 449 qui est la date de la réponse du pape Léon à ceux qui lui avaient mandé son élection. La date de cette consécration épiscopale peut donc être datée de juin ou juillet 449.
Le pape Léon lui envoie très rapidement ses instructions les jours suivants ; il lui demande en particulier de consulter régulièrement la cour apostolique et de prendre toutes les dispositions pour neutraliser l’imposture d’un certain Petronianus qui se dit diacre de Rome et court les églises de Gaule en causant beaucoup de troubles.
Lorsque Léon écrit au patriarche de Constantinople (Tome à Flavien, lettre publié le 13 juin 449), sur les deux natures du Christ, il en présente aussitôt le texte à l'examen de l'épiscopat gaulois, dont il sollicite l'opinion (5 mai 450). Il y est écrit : en Jésus Christ, il n'y a qu'une seule et unique hypostase (ou personne), et dans cette personne il y a deux natures, la divine et l'humaine sans confusion ni mélange.. Et c’est Ravennius qui rédige et transmet au pape la réponse des évêques gaulois sur cette question dogmatique. 
À la fin 449 ou au début 450, commence une affaire qui va permettre à l’évêque d’Arles de retrouver un pouvoir perdu par son prédécesseur Hilaire. En effet, Ravennius lorsqu’il consacre, certainement à l’automne 449, un nouvel évêque au décès de celui de Vaison, l’archevêque de Vienne, alors présent à Rome en prend ombrage. Pour appuyer Ravennius, dix-neuf évêques de Viennoise, Narbonnaise seconde et Alpes maritimes écrivent au pape pour demander de restituer à l’archevêque d’Arles, les droits dont son prédécesseur Hilaire avait été privé. Nous avons la réponse du pape, datée du 5 mai 450, dans laquelle Léon  accède à cette requête en précisant les limites de l’archevêché de Vienne. Il fait également de l’archevêque d’Arles le médiateur entre le Saint-Siège et la Gaule épiscopale.
En 451, Ravennius organise un synode à Arles composé de quarante-quatre évêques et représentants de l’Église.
Les années 450 voient l'environnement politique se dégrader et la cité d'Arles est plusieurs fois menacée : 
- une première fois en 453 quand attaquée par les Wisigoths, la ville réussit à repousser l'assaut grâce à la résistance de Tonantius Ferreolus, préfet du prétoire des Gaules,
- puis encore pendant deux ans en 457-458, quand assiégée par le wisigoth Théodoric II elle ne doit son salut qu'à l'intervention de l'empereur Majorien qui s'y installe dès 458.

C'est dans ce contexte que Ravennius organise à la fin de 453 (30 décembre) et au début de 454, un concile. On possède notamment des fragments d'une lettre que l'archevêque d'Arles adresse à l'évêque de Narbonne, Rusticus,  pour l'inviter à ce concile. Ce concile présidé par l'archevêque, règle le litige juridictionnel survenu entre l'abbaye de Lérins et l'évêque Théodore de Fréjus, et précise les prérogatives de l'évêque et de l'abbé.
C’est là tout ce que nous savons de mémorable sur l’histoire de Ravennius.

## Fin de son épiscopat et successeur
Quelques-uns étendent son épiscopat jusqu’en l’année 461, et lui font succéder Léonce. D’autres prétendent qu’il ne vécut pas au-delà de 455, afin de lui donner Augustal pour successeur immédiat.
À l’encontre de cette dernière hypothèse :  
- nous observons que parmi les évêques du 1er concile d’Orange en 441, il y a un Augustal qui n’est pas sans doute celui qu’on donne pour successeur à Ravennius, mais qui peut être celui dont parlent les martyrologes, dont deux le nomment Augustin et le mettent à Bourges,
- et qu'un autre le met à Arles, où Augustal serait mort lorsqu’il s’y rendait pour quelque Concile sous Hilaire (ou sous Ravennius, son successeur).

Toutefois, on note également un Augustal dans la lettre du pape Léon aux évêques de Gaule pour confirmer le choix de Ravennius comme successeur d’Hilaire. Cette lettre datée 449, n’est pas incompatible avec un Augustal successeur de Ravenius sur le siège d’Arles en 455-456, même si cet Augustal peut correspondre à l'évêque Augustal du concile d'Orange déjà évoqué ci-dessus.
C’est-là peut-être tout le fondement que l’on a pour compter un Augustal entre les évêques d’Arles de ces temps-ci.